# Octavi Pujades
Octavi Pujades i Boix (Sabadell, Barcelona, 1 de julio de 1974) estudió medicina sin ejercer y es actor español de cine, teatro y televisión.

## Biografía
Hijo de Joan Pujades Gilabert (1929-2022) y de Mercé Boix Codina (1940-2001). Se licenció en Medicina y Cirugía por la Universidad Autónoma de Barcelona e hizo el examen MIR, pero después comenzó a interesarse por el mundo de la televisión y se dedicó a realizar cursos de interpretación y análisis. 
Su primer papel importante fue en la serie Al salir de clase, a ésta le siguieron Un paso adelante, El auténtico Rodrigo Leal, Cuenta atrás, Herederos, Lalola, Hay alguien ahí, Ciega a citas o Centro médico entre otras.
También ha trabajado en películas como Lisístrata o Sexykiller, morirás por ella.

## Filmografía

### Televisión
| Año       | Serie                     | Canal          | Personaje              | Notas         |
| --------- | ------------------------- | -------------- | ---------------------- | ------------- |
| 1999-2000 | Happy House               | La 2           | Javier                 | 13 episodios  |
| 2001-2002 | Al salir de clase         | Telecinco      | Jaime Salmerón         | 234 episodios |
| 2002      | Maresme                   | TV3            |                        | TV-Movie      |
| 2003      | Cala reial                | TV3            |                        | TV-Movie      |
| 2003      | Paraíso                   | La 1           | Guillermo              | 11 episodios  |
| 2003      | Un paso adelante          | Antena 3       | Estríper               | 1 episodio    |
| 2004      | De moda                   | TV3            | Ray                    | 1 episodio    |
| 2004      | Hospital Central          | Telecinco      | Ismael Rodríguez       | 1 episodio    |
| 2004      | Los Serrano               | Telecinco      | Monitor                | 1 episodio    |
| 2004      | Mis adorables vecinos     | Antena 3       | Monitor                | 1 episodio    |
| 2004-2005 | El cor de la ciutat       | TV3            | Brian González Canals  | 9 episodios   |
| 2005      | El auténtico Rodrigo Leal | Antena 3       | César                  | 12 episodios  |
| 2005      | Obsesión                  | La 1           | Policía Eva            | 1 episodio    |
| 2005-2006 | A tortas con la vida      | Antena 3       | Víctor                 | 7 episodios   |
| 2006      | Mesa para cinco           | laSexta        | Carlos "Charlie"       | 14 episodios  |
| 2006      | Estudio 1                 | La 1           | Anibal Marty           | 1 episodio    |
| 2006      | Ellas y el sexo débil     | Antena 3       |                        | 1 episodio    |
| 2007      | Cuenta atrás              | Cuatro         | Alejandro Belgrano     | 1 episodio    |
| 2007      | Herederos                 | La 1           | Gonzalo Cohen-Belloso  | 3 episodios   |
| 2007-2008 | Planta 25                 | FORTA          | Óscar                  | 9 episodios   |
| 2008      | Fago                      | La 1           | Castro                 | 3 episodios   |
| 2008-2009 | Lalola                    | Antena 3       | Sergio Peiró           | 160 episodios |
| 2009-2010 | Hay alguien ahí           | Cuatro         | Salvador Lago          | 13 episodios  |
| 2010      | Sexo en Chueca            | La Siete       | Álex Millán            | 12 episodios  |
| 2010      | La sagrada família        | TV3            | Nacho                  | 2 episodios   |
| 2011      | Los misterios de Laura    | La 1           | Gorka Elósegui         | 1 episodio    |
| 2011      | Piratas                   | Telecinco      | Capitán Rodrigo Malvar | 8 episodios   |
| 2012      | Kubala, Moreno i Manchón  | TV3            | Felip                  | 1 episodios   |
| 2012      | La gira                   | Disney Channel | Drácula                | 2 episodios   |
| 2012      | Chessboxing               | Flooxer        | Carlos "La Roca"       | 5 episodios   |
| 2012-2013 | La Riera                  | TV3            | Gabriel Balcells Gómez | 7 episodios   |
| 2013      | Sin vida propia           | YouTube        | Roberto                | 1 episodio    |
| 2013-2014 | Amar es para siempre      | Antena 3       | Francisco Román        | 79 episodios  |
| 2014      | Ciega a citas             | Cuatro         | Carlos Rangel          | 140 episodios |
| 2015      | Algo que celebrar         | Antena 3       | Darío Espejel          | 1 episodio    |
| 2016      | 13mil                     | YouTube        | 13mil                  | 8 episodios   |
| 2016      | La que se avecina         | Telecinco      | Jonathan               | 1 episodio    |
| 2016-2017 | Centro médico             | La 1           | Doctor Álvaro Mendieta | 552 episodios |
| 2018      | Cuerpo de élite           | Antena 3       | Ximo Moltó             | 13 episodios  |
| 2020      | Grasa                     | Playz          | Monitor gimnasio       | 5 episodios   |
| 2021      | Acacias 38                | La 1           | Pascual Sacristán      | 60 episodios  |

### Programas
- Palomitas, varios personajes (2011)
- El gran reto musical, Invitado (2017)
- Samanta y..., Invitado (2017)
- Tu cara me suena, Invitado (2023)
- Pekin Express: destino Angkor, (2024)

### Largometrajes
- Lisístrata, como Olimpos. Dir. Francesc Bellmunt (2002)
- Slam, como Oliver. Dir. Miguel Martí (2003)
- Plauto, recuerdo distorsionado de un tonto eventual, como Joe Jabato. Dir. David Gordon (2004)
- Sexykiller, morirás por ella, como el autoestopista. Dir. Miguel Martí (2008)
- El clan, como Amador. Dir. Jaime Falero (2012)
- Gallino, the Chicken System, como Alucinio. Dir. Carlos Atanes (2012)
- Menú degustació, como el doctor. Dir. Roger Gual (2013)
- Barcelona, noche de verano, como un entrenador. Dir. Dani de la Orden (2013)
- 3 bodas de más, como Cristiano. Dir. Javier Ruiz Caldera (2013)
- El Clan,  Dir. Jaime Falero (2013)
- Capa negra, como Mossén de Corbera. Dir. Jaume Najarro (2015)
- Cuerpo de élite, como miembro del antiguo Cuerpo de Élite. Dir: Joaquín Mazón (2016)
- El pregón, como Luis. Dir: Dani de la Orden (2016)

### Cortometrajes
- El proyecto, como Roberto. Dir. José Luis Jiménez (2007)
- Cosquillitas, reparto. Dir. Marta Onzain y Alberto R. Peña-Marín (2011)
- Mr. Smith & Mrs. Wesson, como Mr. Smith. Dir. Jorge Saavedra (2012)
- La cena caníbal, como Julen. Dir. Mónica Negueruela (2013)
- Las cosas que me gustan de él. Dir. Mónica Negueruela (2015)
- Room 109. Dir. Andreu Rojas (2018)
- Susan. Dir. Jose Luis Mora (2018)
- Krisis. Dir. Daniel F. Amselem  (2018)
- Camisa de fuerza. Dir. Iván Mulero (2018)

### Teatro
- Fashion Feeling Music, varios personajes, de Luis Hansen y Miguel del Arco. Dir. Esteve Ferrer (2002-2003)
- Tres, como José Ramón; de Juan Carlos Rubio. Dir. Juan Carlos Rubio (2009)
- Ropa interior. Dir. Juanma Manzanares. Microteatro (2012)
- Tengo una cita con Carla Bruni. Miniteatro en Barcelona (2013)
- Perdona bonita, pero Lucas me quería a mí, como Lucas; de Félix Sabroso y Dunia Ayaso. Dir. Israel Reyes (2013)
- Gisela y el libro mágico. Dir. Gisela y Jaume Morato  (2015)
- Orgasmos. La comedia, de Dan Israely. Dir. Josep Salvatella y Óscar Contreras  (2015)
- Dignitat, texto y dirección  de Ignasi Vidal, (2018/19)
- ¡Oh, Mami (2019)
- El Guardaespaldas, el Musical (2019)

### Videoclips
- Black Like Night, como actor protagonista (2017)